# Глімепірид
Глімепірид (англ. Glimepiride, лат. Glimepiridum) — таблетований цукрознижуючий лікарський засіб класу сульфонамідів для прийому всередину. Глімепірид розроблений у 1979 році в лабораторії компанії «Sanofi»., та застосовується у клінічній практиці з 1995 року.

## Фармакологічні властивості
Глімепірид — синтетичний препарат, що відноситься до класу сульфонамідів ІІІ покоління. Механізм дії препарату полягає у вибірковому зв'язуванні глімепіриду з регуляторною субодиницею рецепторів бета-клітин підшлункової залози, що призводить до підвищення секреції інсуліну бета-клітинами підшлункової залози, покращення інсулінозалежного обміну глюкози у периферичних тканинах, а також пригнічення глюконеогенезу в печінці. Глімепірид зв'язується з рецептором бета-клітин у 2,5-3 рази швидше, ніж інші пероральні цукрознижуючі препарати, та має більш швидкий початок дії, а також вивільнюється зі зв'язку з рецептором у 8-9 разів швидше, що сприяє зменшенні частоти гіпоглікемії при прийомі препарату. Препарат має також позапанкреатичний вплив, який полягає у збільшенні чутливості до інсуліну периферичних тканин (зокрема м'язової та жирової), та сприяє інгібуванню продукції глюкози в печінці. Глімепірид стимулює не тільки другу, а й першу фазу секреції інсуліну, що має значення для попередження прогресування діабету. При застосуванні глімепіриду також зменшується маса тіла хворих. Глімепірид також сприяє нормалізації концентрації ліпідів у крові, знижує перекисне окислення ліпідів, що сприяє антиатерогенній дії препарату. При застосуванні глімепіриду збільшується рівень у крові α-токоферолу, а також підвищує активність каталази, глютатіонпероксидази и супероксиддисмутази, що сприяє зниженню вираженості окисного стресу. Препарат також сприяє покращенню стимульованого інсуліном синтезу глікогену в печінці, та має також виражені позапечінкові ефекти, що пов'язані з його впливом на інсулінозалежний транспортер глюкози GLUT4 та рецептори PPAR.

### Фармакокінетика
Глімепірид швидко та добре всмоктується після перорального застосування, біодоступність препарату складає 100 %. Максимальна концентрація глімепіриду в крові досягається протягом 2,5 годин після прийому препарату. Глімепірид майже повністю (на 99 %) зв'язується з білками плазми крові. Препарат погано проникає через гематоенцефалічний бар'єр, проникає через плацентарний бар'єр, та виділяється в грудне молоко. Метаболізується глімепірид у печінці з утворенням 2 неактивних метаболітів. Виводиться препарат із організму переважно з сечею, частково з калом, у вигляді метаболітів. Період напіввиведення препарату складає 5—8 годин, при виражених порушеннях функції печінки або нирок час напіввиведення препарату може подовжуватися.

## Покази до застосування
Глімепірид застосовують при цукровому діабеті ІІ типу при неефективності дієтотерапії та зниженні маси тіла.

## Побічна дія
При застосуванні глімепіриду найчастішим побічним ефектом є гіпоглікемія, яка спостерігається значно рідше, ніж при застосуванні інших препаратів класу сульфонамідів. Іншими побічними ефектами при застосуванні препарату є:
- Алергічні реакції — свербіж шкіри, шкірний висип, кропив'янка, фотодерматоз, лейкоцитокластичний васкуліт.
- З боку травної системи — нудота, блювання, біль у животі, метеоризм, діарея, гепатит, жовтяниця, вкрай рідко печінкова недостатність.
- З боку нервової системи та органів чуттів — переважно на початку лікування транзиторні розлади зору.
- Зміни в лабораторних аналізах — гемолітична анемія, тромбоцитемія, лейкопенія, гранулоцитопенія, агранулоцитоз, підвищення активності ферментів печінки.

## Протипокази
Глімепірид протипоказаний при підвищеній чутливості до препарату та похідних сульфанілсечовини, цукровому діабеті І типу, діабетичній комі, кетоацидозі, виражених порушеннях функції печінки та нирок, при вагітності та годуванні грудьми, в дитячому віці.

## Форми випуску
Глімепірид випускається у вигляді таблеток по 0,001; 0,002; 0,003; 0,004; 0,006 та 0,008 г, а також у вигляді комбінованого препарату з піоглітазоном.